# 塞奥佐罗斯·若扎克斯
赛奥佐罗斯·若扎克斯 (英语：Theodoros Vryzakis; 希腊语： Θεόδωρος Βρυζάκης; 1819-1878) 是一位希腊画家，以擅长绘画历史场景闻名。他是慕尼黑学院的其中一位创办人，该校有着很多在慕尼黑学习的希腊艺术家。

## 生平
若扎克斯出生在希腊独立战争时期。他的父亲在战争刚刚爆发的1821年就被鄂图曼军队绞死，由母亲带领逃到山上。
1832年，若扎克斯正住在一所孤儿院，他的艺术天分被蒂尔施发现。蒂尔施在奥托一世成为希腊王国国王一事扮演着重要的角色。蒂尔施带若扎克斯去了慕尼黑，在一间由巴伐利亚国王路德维希一世创办，名为‘泛希腊’（Panhellenion）的学校学习。该校的学生都是一些希腊独立战争时期的孤儿。完成学业后，若扎克斯回到希腊并入读雅典美术学校。
1844年，若扎克斯回到慕尼黑，借着奖学金入读慕尼黑美术学院。他的老师包括卡尔·威廉·冯·海德克和彼得·冯·赫斯。两人都是希腊独立的支持者。毕业后，若扎克斯用了十年时间游览欧洲，期间，他在1848年至1850年留在希腊。旅程途中，他在1855年举办的巴黎世界博览会上展示了一些关于迈索隆吉翁围城的油画。可惜，当中大部分的作品毁于1929年的火警。
1861年至1863年间，他在英国曼彻斯特工作，在曼彻斯特希腊东正教圣母领报堂绘画壁画。四年后，他参加了一场在莱比锡举办的大型展览。由于眼疾影响，若扎克斯在生命中最后的十年里很少绘画。
1878年，若扎克斯因心脏疾病逝世，终年59岁。
若扎克斯的画作依照他的遗愿全数捐给雅典大学，而760马克的财产就被用作修复慕尼黑一间哥德式教堂（Salvatorkirche）的屋顶。他的画作很多都是以版画的方式流传后世。